# Annette (périodique)
Pour les articles homonymes, voir Annette.
Annette, est un journal illustré belge pour jeunes filles, paru de 1945 à 1948, essentiellement réalisé par des autrices et illustratrices.

## Historique
Le journal Annette, est lancé le 26 juillet 1945 par les Éditions du Pont-Levis situées à Bruxelles. Cet hebdomadaire belge s'adresse au jeune lectorat féminin. La rédaction en chef est assurée par Hélène François (1915-1997). Dès le no 26 de 1946, il est sous-titré « L'hebdomadaire des grandes et petites filles ».
Parmi les illustratrices, citons : Suzanne André, Albertine Deletaille, Jeanne Hovine, Élisabeth Ivanovsky (trente-huit livraisons), Ketty Muller, Antoinette Schuermans, Antoinette Willems, Suzanne Waleffe. Et pour les écrivaines : Liliane Fabris, Doris de Landsheer.
La publication s'achève le 7 juillet 1948.
Il connaît ainsi 22 publications en 1945, 52 en 1946 et 1947 et finalement 28 publications en 1948. Il existe 7 recueils de l'hebdomadaire formant une intégrale.

## Auteurs et bandes dessinées
L'hebdomadaire Annette publie diverses bandes dessinées en alternant du matériel américain tels La Petite Francette de Fanny Young Cory ou encore La Princesse Poussy, — traduction de The Pussycat Princess — de Grace Drayton avec du matériel indigène dont : L'Aventure de Claude par Léona Lambeau réalisé à l'âge de 14 ans ; Le Collier de Jade par Marie Graux réalisé à l'âge de 13,5 ans ; La Boule magique animé par Patrick O'Sheridan ; Les Aventures d'Annette, enfant terrible dessinées par Patrick O'Sheridan et scénarisées par Marcel Vermeulen,. Suzanne André crée la bande dessinée Le Chevalier sans visage sur un scénario du journaliste et écrivain Marcel Vermeulen en 1946. En 1948, Marcel Moniquet crée Claudine au pays des contes,.

#### Livres
: document utilisé comme source pour la rédaction de cet article.
- Claude Moliterni, Histoire mondiale de la bande dessinée, Paris, P. Horay, 1989, 315 p., ill. ; 37 cm (ISBN 978-2705800970 et 2705801650, OCLC 300909966), p. 159 lire sur Google Livres
- Michel Béra, Michel Denni et Philippe Mellot, Trésors de la bande dessinée : BDM 1987-1988 - Catalogue encyclopédique, Paris, Les Arènes, novembre 1986, 447 p., ill. ; 23 cm (ISBN 9782859170578 et 2-85917-057-X, OCLC 35029979, présentation en ligne), p. 322. .